# 美国劳工联合会和产业工会联合会
美国劳工联合会和产业工会联合会（英語：American Federation of Labor and Congress of Industrial Organizations），简称劳联-产联（AFL-CIO），是美國最大的工會組織，現有56個國內國際成員組織，會員人數1150萬。該組織成立於1955年12月4日，由當時獨立的兩個工會組織美国劳工联合会和产业工会联合会合并而成。
劳联和产联經過長期的疏遠后，终于在1955年合并为劳联-产联。1955年—2005年，劳联-产联會員幾乎代表了美國所有工會會員。幾個大型工會後離開劳联-产联，於2005年組建了競爭對手“變革為勝利”聯盟，儘管此後許多工會都重新加入劳联-产联。
劳联-产联中目前最大的工會是擁有約170萬會員的美國教師聯合會與擁有約140萬會員的美國州和市政僱員聯合會。